# Echinomysides typica
Echinomysides typica är en kräftdjursart som beskrevs av Murano 1977. Echinomysides typica ingår i släktet Echinomysides och familjen Mysidae. Inga underarter finns listade i Catalogue of Life.